# Lubuk Tarok (plaats)
Lubuk Tarok is een bestuurslaag in het regentschap Sijunjung van de provincie West-Sumatra, Indonesië. Lubuk Tarok telt 6014 inwoners (volkstelling 2010).